# Hierodula striata
Hierodula striata är en bönsyrseart som beskrevs av Giglio-tos 1917. Hierodula striata ingår i släktet Hierodula och familjen Mantidae. Inga underarter finns listade i Catalogue of Life.